# Hameau d'Alleray
Le hameau d'Alleray est une voie du 15e arrondissement de Paris, en France.

## Situation et accès
Le hameau d'Alleray est une voie privée située dans le 15e arrondissement de Paris. Il débute au no 25, rue d'Alleray et se termine en impasse. Tout comme l'impasse Hersent, il a été menacé par la promotion immobilière dans les années 1970. 
Cette voie n'est pas ouverte à la circulation automobile.

## Origine du nom

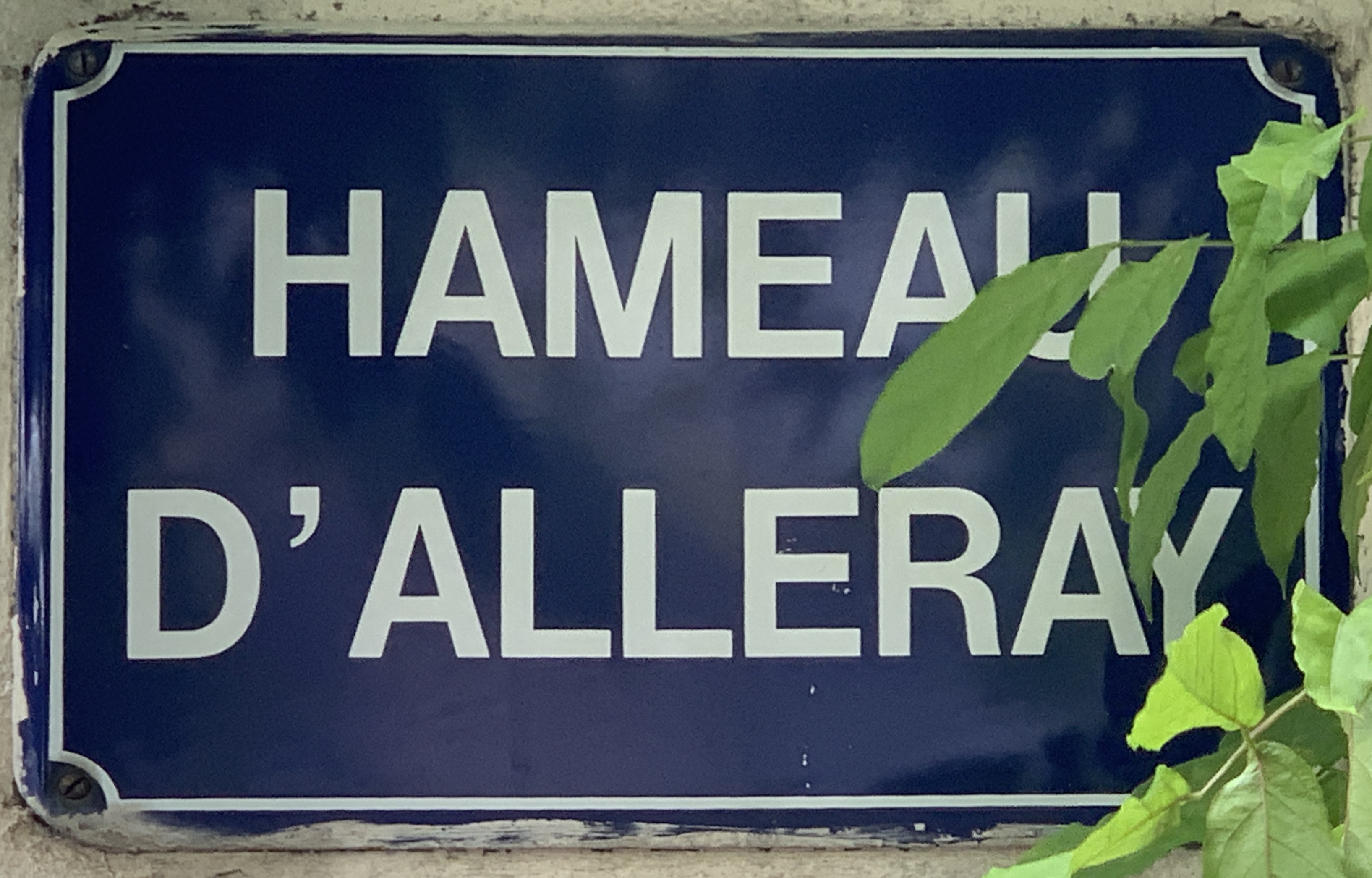
Plaque du hameau.

Il porte ce nom en raison de sa proximité avec la rue d'Alleray.